# Murithienne

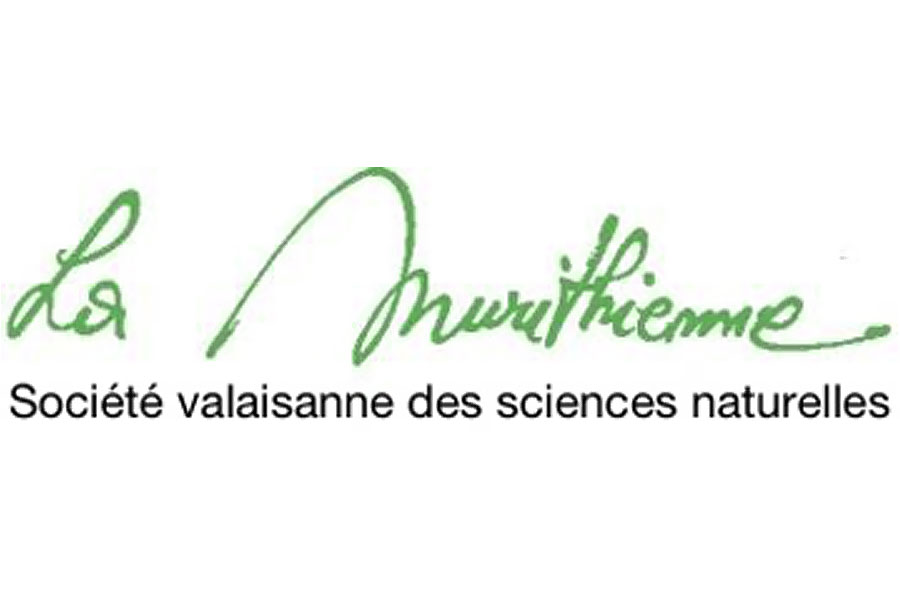

Die Murithienne (volle französische Bezeichnung La Murithienne, Société valaisanne des Sciences Naturelles) ist eine naturwissenschaftliche Vereinigung im Kantons Wallis in der Schweiz.
Sie ist Mitglied der Akademie der Naturwissenschaften Schweiz.

## Name
Die Organisation wurde 1861 als Société murithienne du Valais gegründet und änderte ihren Namen bald in Société murithienne de botanique und 1884 zur heutigen Bezeichnung.
Der Name ist eine Hommage an den bedeutenden Walliser Naturforscher, Alpinisten, Altertumsforscher sowie Geistlichen bei der Augustiner-Gemeinschaft des Grossen Sankt-Bernhard Laurent Joseph Murith (1742–1816), der aus Sembrancher stammte. Ihm sind einige archäologische Entdeckungen auf der Passhöhe des Grossen Sankt-Bernhardpasses zu verdanken, wo mehr als 500 keltische und römische Münzen zum Vorschein kamen. Er stellte Kataloge der Gesteine und der Flora des Wallis zusammen und korrespondierte mit Albrecht von Haller (1708–1777) und dem Genfer Naturforscher Horace Bénédict de Saussure (1740–1799), den er bei einer Alpenreise auf den Otemmagletscher führte. Im Mai 1800 begleitete Prior Murith den Ersten Konsul Napoleon Bonaparte bei dessen Italienfeldzug im Zweiten Koalitionskrieg von Martigny bis auf den Grossen Sankt Bernhard. Murith zählt zu den Gründungsmitgliedern der Akademie der Naturwissenschaften Schweiz.

## Geschichte
Einige an der Erforschung der Flora des Kantons Wallis interessierte Personen aus dem Unterwallis gründeten am 13. November 1861 in Saint-Maurice den Verein Société Murithienne. Es waren Jacques-Etienne d’Angreville (1808–1867) in Saint-Maurice, die Chorherren der Abtei Saint-Maurice Auguste Bertrand, Maurice Gard und Pierre Burnier, der Veterinärmediziner Onésime Cornut aus Vouvry, der Engländer James-Henry Dixon, der Apotheker Otto Hang in Saint-Maurice, Gaspard-Abdon de la Soie (1818–1877) und Pierre-Germain Tissières (1828–1868), beide Chorherren vom Grossen Sankt Bernhard, der Apotheker César Mérioz in Martigny, der Arzt Pierre Rodon in Saint-Gingolph, der Arzt Adolf Schmid aus Leukerbad und Etienne Taramarcaz in Martigny-Ville.
In den ersten Jahren befassten sich die Vereinsmitglieder fast ausschliesslich mit der Flora und unterstützten besonders auch die botanischen Gärten in den Alpen. Mit der Zeit wurde das Spektrum der Arbeiten auf die Tierwelt des Wallis, seine Geologie und Gletscherkunde erweitert. Auf einer Exkursion im Jahr 1933 überschritt die Versammlung der Murithienne den Grossen Aletschgletscher, 1934 folgte eine siebzigköpfige Gruppe von Vereinsmitgliedern dem ausgesetzten und gefährlichen Weg entlang der Wasserleitung Bisse du Torrent-Neuf von Savièse. 1948 setzte sich die Murithienne für den integralen Schutz des Pfynwaldes ein. Und auch in andern Kantonsteilen verschaffte sie dem Naturschutz Gehör, so beim Aletschwald und im Gebiet Derborence.
Dank der naturkundlichen Besonderheit der Walliser Landschaft traten bald auch Fachleute aus andern Schweizer Kantonen der Murithienne bei. Um 1880 zählte der Verein bereits 130 Mitglieder. 1945 waren es rund 500, im Jahr 2011 dann 630 Mitglieder.
Nach dem Vorbild Laurent-Joseph Muriths engagierten sich weiterhin einige Chorherren des Grossen Sankt Bernhard für die Naturkunde. Eine bedeutende Walliser Forscherpersönlichkeit ist der Chorherr Ignace Mariétan (1882–1971), gebürtig von Val d’Illiez, der die Murithienne fast ein halbes Jahrhundert lang, von 1924 bis 1971 präsidierte; 1946 wählte ihn die Gesellschaft zu ihrem Präsidenten auf Lebenszeit. Mariétan öffnete das Vereinsprogramm für ein weiteres Publikum und begann allgemein zugängliche Exkursionen zu veranstalten. Die Stiftung Ignace Mariétan führt sein Werk weiter, indem sie die Tätigkeit der Gesellschaft Murithienne unterstützt.
1933 rief Ignace Mariétan die kantonale Naturschutzkommission des Wallis ins Leben.
1941 veranstaltete die Société Vaudoise des Sciences Naturelles gemeinsam mit der Murithienne eine Feier zum 50-jährigen Bestehen des Alpengartens Thomasia bei Pont-de-Nant, Bex.
Die Murithienne unterstützt verschiedene naturwissenschaftliche Forschungsprojekte, darunter die Studie Flore du Valais, für welche sie mit dem Alpengarten Flore Alp in Champex-Lac und mit dem Naturmuseum Wallis zusammenarbeitet.
Sie gehört zu den Gründern von Nature-Culture-Tourisme, einer im Jahr 2011 entstandenen Organisation, die sich für die Qualitätssicherung didaktischer Angebote zu naturkundlichen und kulturgeschichtlichen Stätten im Wallis einsetzt.

## Bulletin de la Murithienne
Die Zeitschrift Bulletin de la Murithienne erscheint seit 1861 einmal jährlich. Sie ist das wichtigste Walliser Organ für naturwissenschaftliche Arbeiten und veröffentlicht Beiträge in Französisch und Deutsch und die Geschäftsberichte der Vereinigung.
Die Beiträge der Zeitschrift sind digitalisiert worden und auf dem Netz der Westschweizer Bibliotheken als PDF zugänglich.

## Präsidenten
- Pierre-Germain Tissière (1828–1868), Chorherr des Grossen Sankt Bernherd, 1861–1868
- Gaspard de la Soie (1818–1877), Chorherr des Grossen Sankt Bernherd, 1868–1869
- Charles Fauconnet (1811–1876), Genf, 1869–1875
- Ferdinand-Otto Wolf (1886–1897), Lehrer in Sitten, 1875–1883
- Louis Favrat (1827–1893), Schriftsteller und Botaniker, Lausanne, 1883–1884
- Ferdinand-Otto Wolf, 1884–1894
- Ernest Wilczek (1867–1948), Botaniker und Pharmazeut, Lausanne, 1895–1896
- Maurice Besse (1897–1924), Chorherr des Grossen Sankt Bernhard in Lens, 1896–1924
- Ignace Mariétan (1882–1971), Chorherr, 1924–1971
- Henri Pellissier (1930–2016), Chorherr der Abtei Saint-Maurice, 1971–1980[4]
- Jean-Claude Praz, Biologe, Direktor des Naturmuseums Wallis, 1980–1991[5]
- Christian Werlen, Forstingenieur, 1991–1998
- Régine Bernard, Hydrobiologin, seit 1998